# 原田敬一 (歴史学者)
原田 敬一（はらだ けいいち、1948年（昭和23年）5月2日 - ）は、日本の歴史学者、佛教大学名誉教授。専門は日本近現代史・都市史・軍事史。

## 経歴
出生から修学期
1948年、岡山県岡山市内山下で生まれ、大阪府豊中市で育った。大阪大学、大阪大学大学院文学研究科で学び、1982年に博士後期課程を単位取得満期退学。
日本近現代史研究者として
1991年、佛教大学文学部史学科助教授に就いた。1996年、学位論文『日本近代都市史研究』を大阪大学に提出して文学博士号を取得。2010年から2012年には、同大学歴史学部歴史文化学科教授。2013年からは学科名称変更に伴い、同歴史学科教授。2019年に佛教大学を退任し、名誉教授となった。

## 著作

### 著書
- 『日本近代都市史研究』思文閣出版 1997
- 『国民軍の神話：兵士になるということ』吉川弘文館(ニューヒストリー近代日本 4） 2001
- 『帝国議会 誕生』文英堂 2006
- 『日清・日露戦争』岩波書店(岩波新書, シリーズ日本近現代史 3) 2007
- 『日清戦争』(戦争の日本史 19) 吉川弘文館 2008
- 『「坂の上の雲」と日本近現代史』新日本出版社 2011
- 『兵士はどこへ行った：軍用墓地と国民国家』有志舎 2013
- 『「戦争」の終わらせ方』新日本出版社 2015

### 編著
- 『幕末・維新を考える』思文閣出版(佛教大学鷹陵文化叢書 2) 2000
- 『古都・商都の軍隊』(地域の中の軍隊 4) 吉川弘文館 2015
- 『近代日本の政治と地域』吉川弘文館 2019
- 『近代日本の軍隊と社会』吉川弘文館 2019

### 共編
- 『日清戦争の社会史：「文明戦争」と民衆』大谷正共編、フォーラム・A 1994
- 『歴史教科書の可能性：「つくる会」史観を超えて』水野直樹共編、青木書店 2002
- 『仏教と平和』思文閣出版 2011
- 『植民地朝鮮の日常を問う』思文閣出版 2012
- 『日本の軍隊を知る』(地域の中の軍隊 8) 荒川章二・河西英通・坂根嘉弘・坂本悠一共編、吉川弘文館 2015
- 『軍隊と地域社会を問う』(地域の中の軍隊 9) 林博史・山本和重共編、吉川弘文館 2015